# Мидл-Литлтонский десятинный амбар
Мидл-Литлтонский десятинный амбар (англ. Middle Littleton T(y / i)the Barn) — средневековая (XII—XIV вв.) хозяйственная постройка в деревне Мидл-Литлтон близ города Ившема в Вустершире. Один из самых крупных десятинных амбаров в Англии. Построен для Ившемского аббатства, третьего по величине средневекового английского монастыря. В XXI веке находится в собственности британского Национального фонда объектов, представляющих исторический интерес, открыт для осмотра. С 30 июля 1959 года — объект культурного наследия Англии I класса.

## История и архитектура
Дата строительства амбара вызывает разногласия. Радиоуглеродный анализ древесины, использованной в строительстве, указывает дату рубки около 1250 года, в то время как документы говорят о том, что амбар построил в 1376 году аббат Джон Омберсли. В амбаре складировали десятину для Ившемского монастыря, который к моменту роспуска был третьим по величине в Англии, и размеры амбара — 130 футов (40 м) × 42 фута (13 м) — соответствуют значению и богатству аббатства.
Амбар выстроен из камня лейасовых (нижняя юра) отложений и оолитовых известняков Котсуолда, покрыт сланцевой черепицей по деревянным стропилам на прогонах. Облик здания был несколько изменён в XIX веке, но основные конструкции, прислоенные контрфорсы и щипцы, увенчанные фиалами сохранились.

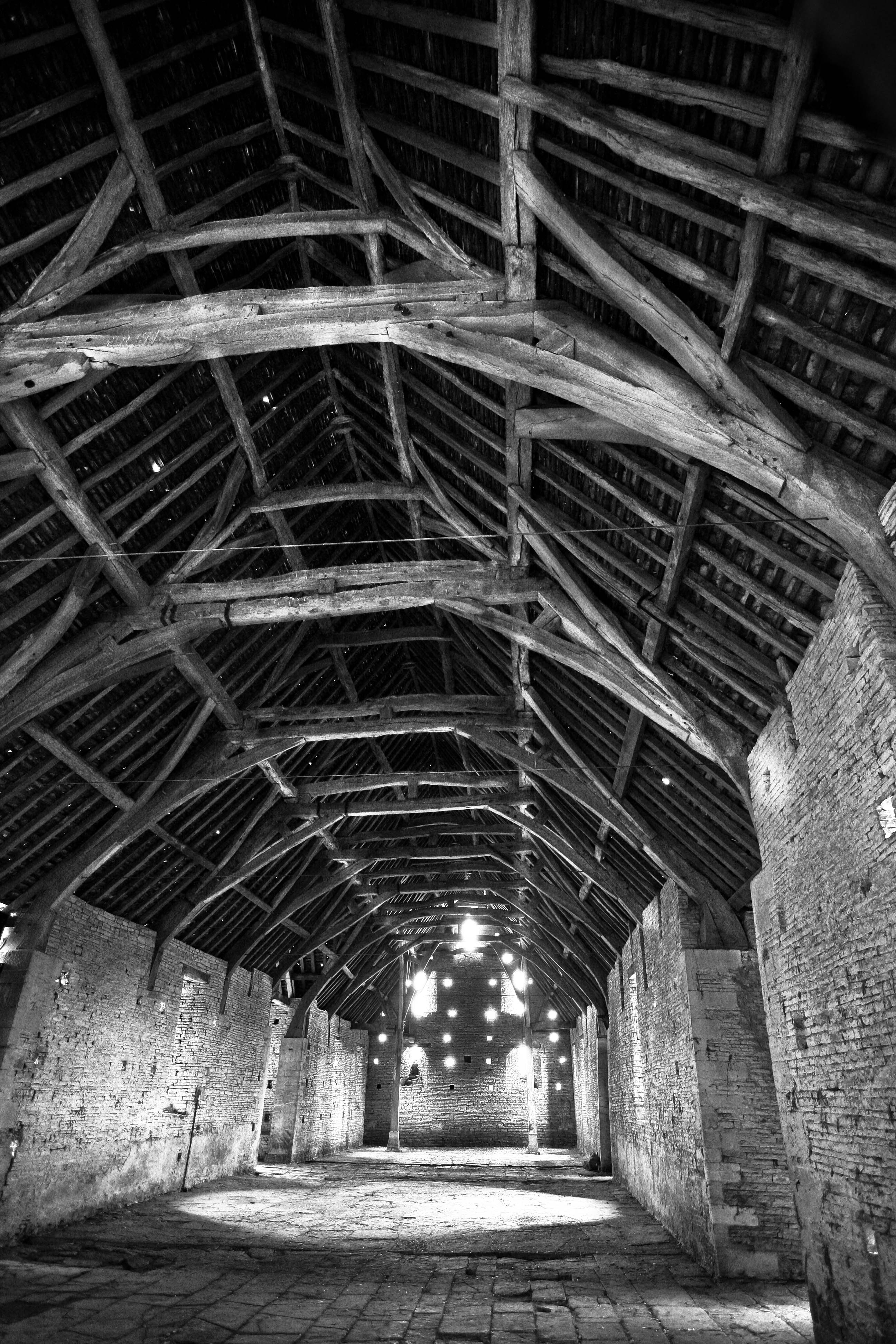
Интерьер и кровля